# Người lính giấy
Người lính giấy (tiếng Nga: Бумажный солдат), hay Đội ngũ (tiếng Nga: Отряд) là một bộ phim tâm lý của đạo diễn Aleksey Alekseyevich German, ra mắt lần đầu năm 2008.

## Nội dung
Truyện phim kể về sáu tuần cuối cùng trong cuộc đời bác sĩ Daniil Pokrovsky, người đảm trách việc chuẩn bị cho những phi công vũ trụ đầu tiên của Liên Xô vào năm 1961 tại Baikonour. Ông là người mẫn cảm và có lòng trắc ẩn trước nỗi lo lắng và sợ hãi của những người được huấn luyện và lương tâm luôn bị đè nặng trước mối tình tay ba - vợ và người tình.

## Diễn viên
- Merab Ninidze... Danya
- Chulpan Khamatova... Nina
- Anastasya Shemeleva... Vera
- Kirill Ulyanov... Garik
- Ромуальд Макаренко... Прокопов
- Рамиль Салахутдинов... Миша
- Михаил Генделев... Архангельский
- Полина Филоненко... Девушка Миши
- Олег Гринченко... Малознакомый мужчина
- Александр Иванов... Давид
- Альберт Макаров... Валентин
- Валентин Кузнецов... Юра
- Анна Екатерининская... Лаборантка
- Федор Лавров... Герман
- Константин Шелестун... Саша
- Руслан Ибрагимов... Андриан
- Игорь Кечаев... Капитан в лагере
- Игорь Жилкин... Григорий
- Олег Ковалов... Гость в бараке
- Ирина Ракшина... Мать Дани
- Тариэл Кения... Отец Дани
- Анатолий Кандюбов... Сержант Пашинцев
- Сергей Наумов... Городец
- Юрий Ашихмин... Проводник Нины до космодрома

## Ê-kíp
- Âm thanh: Aleksey Badygov

## Vinh danh
- Giải thưởng Sư tử Bạc (đạo diễn xuất sắc nhất - Aleksey Alekseyevich German), giải thưởng Ozella (quay phim xuất sắc nhất - Maksim Drozdov, Alisher Khamidkhodzhayev) - Liên hoan phim Venice lần thứ 65 (2008).